# Gekko crombota
Gekko crombota là một loài thằn lằn trong họ Gekkonidae. Loài này được Brown, Oliveros, Siler & Diesmos mô tả khoa học đầu tiên năm 2008.